# Cratere Posidonius

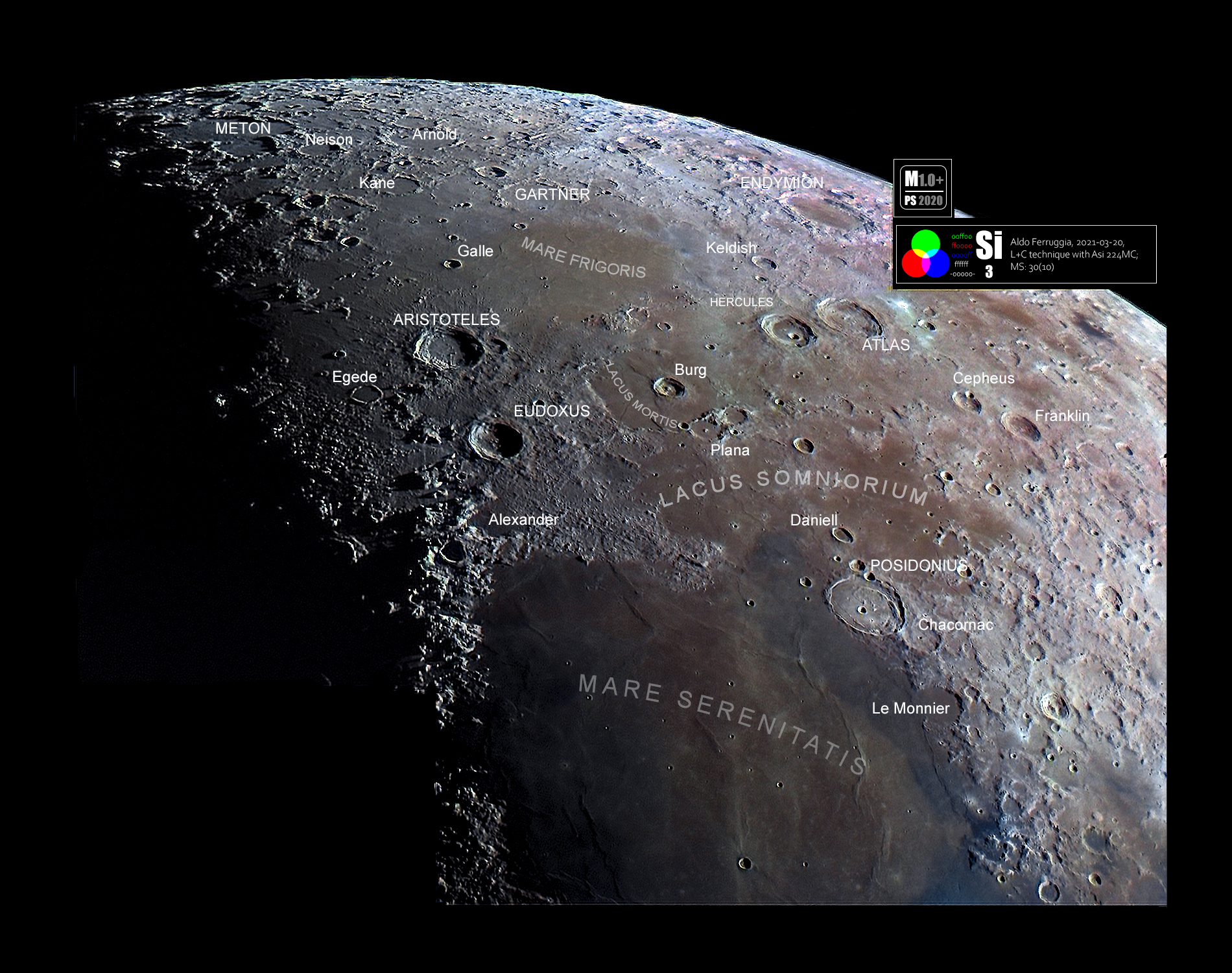
Immagine selenocromatica dell'area del cratere Posidonius

Posidonius è un cratere lunare di 95,06 km situato nella parte nord-orientale della faccia visibile della Luna.